# 中沢健次
中沢 健次（中澤 健次）（なかざわ けんじ、1934年（昭和9年）9月15日 - 2019年12月11日）は、日本の政治家。位階は従四位。衆議院議員を4期務めた。

## 来歴・人物
北海道夕張市に生まれる。1953年、北海道夕張北高等学校卒業、夕張市職員労働組合書記長より全日本自治団体労働組合道本部書記長、同副委員長を経て1986年の第38回衆議院議員総選挙に岡田春夫の後継として日本社会党公認で旧北海道第4区から立候補し初当選（同じ区の社会党現職池端清一や田中派新人鳩山由紀夫も当選）。
1990年の第39回衆議院議員総選挙で再選（同じ区の民社党新人小平忠正も当選）。1993年第40回衆議院議員総選挙で落選し、再起をかけた1996年第41回衆議院議員総選挙で民主党元職として比例北海道ブロックで当選し国政復帰。2000年民主党現職として第42回衆議院議員総選挙で再選。同年、民主党北海道の第3代代表に就任。2003年、政界から引退。2004年、旭日中綬章受章。
2019年12月11日19時36分、盲腸がんのため、札幌市の自宅で死去。85歳没。死没日をもって従四位に叙される。